# Sanfilippodytes brumalis
Sanfilippodytes brumalis là một loài bọ cánh cứng trong họ Bọ nước. Loài này được Brown miêu tả khoa học năm 1930.